# うんちしたのはだれよ!
『うんちしたのはだれよ！』（独: Vom kleinen Maulwurf, der wissen wollte, wer ihm auf den Kopf gemacht hat, 英: The story of the little mole who knew it was none of his business）は、ヴェルナー・ホルツヴァルトの文、ヴォルフ・エァルブルッフの絵による、1989年初版のドイツの絵本。日本語版は関口裕昭の訳で偕成社より出版されている。
原題の意味は『頭の上でやったのが誰なのかを知りたかった小さなモグラについて』。2014年の時点で、27の言語に翻訳され、世界中で300万部以上発行された。仕掛け絵本や、オーディオブック、続編も作成され、オランダでは舞台化されている。
あらすじは、穴から頭を出したところ、そこに糞をされたモグラが、他の動物とやりとりをしながら犯人を探しだし、復讐するというもので、その過程でさまざまな動物の糞について知ることができる。

## 書誌情報
- ドイツ語版 Werner Holzwarth; Wolf Erlbruch: Vom kleinen Maulwurf, der wissen wollte, wer ihm auf den Kopf gemacht hat. P. Hammer, 2006. ISBN 3-87294-407-X.
- 日本語版
  - ヴェルナー・ホルツヴァルト 文 ; ヴォルフ・エールブルッフ 絵 ; 関口裕昭 訳『うんちしたのはだれよ! 』偕成社、1993年 ISBN 978-4-03-961130-7
  - 同『とびだす！ うごく！ えほん うんちしたのはだれよ！』偕成社、2009年、ISBN 978-4-03-321330-9